# Atractotomus kolenatii
Atractotomus kolenatii är en insektsart som först beskrevs av Flor 1860.  Atractotomus kolenatii ingår i släktet Atractotomus och familjen ängsskinnbaggar. Arten är reproducerande i Sverige. Inga underarter finns listade i Catalogue of Life.